# Farmacia Centrale

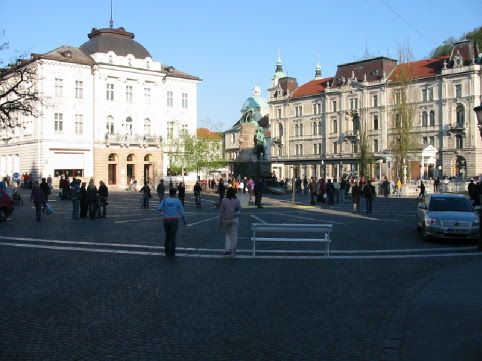
La farmacia centrale situata ad est di piazza Prešeren.

La Farmacia Centrale di Lubiana (in sloveno Centralna lekarna Ljubljana) o semplicemente Farmacia Centrale (Centralna lekarna) è un edificio in stile neorinascimentale situato nel centro di Lubiana.
Rappresenta uno degli edifici più importanti di piazza Prešeren, una delle piazze principali della città. È conosciuto anche come palazzo Mayer (Mayerjeva palača) o palazzo di piazza Prešeren 5 (palača Prešernov trg 5).
L'edificio in architettura neorinascimentale è situato tra strada Trubar (Trubarjeva cesta) e lungofiume Petkovšek (Petkovškovo nabrežje). Fu progettato nel 1896-1897 da Ferdinand Hauser e costruito prima della fine del XIX secolo da Gustav Tönnies; la facciata è opera di Filip Supančič. Presso l'ingresso del fabbricato vi è una parete dipinta con scene della storia della Slovenia, opera di G. A. Kos nel 1939.
Durante la seconda guerra mondiale il palazzo ospitava anche un caffè (Prešernova kavarna) dedicato a France Prešeren. Ora al pian terreno, dove un tempo si trovava il caffè Valvasor, ospita la farmacia Centrale.
Dal 19 maggio 1990 l'edificio è classificato come monumento culturale d'importanza nazionale della Slovenia.